# قرمز و آبی (آلبوم چند آهنگه)
«قرمز و آبی» (به انگلیسی: Red and Blue) اولین آلبوم چندآهنگه توسط خواننده اهل ایالات متحده آمریکا استفانی جرمانوتا است که در ۹ مارس ۲۰۰۶ منتشر شد.